# Bonnie og Clyde
|  | Denne artikel handler om de historiske personer Bonnie Parker og Clyde Barrow. For filmen "Bonnie og Clyde" se Bonnie og Clyde (film) |
Bonnie Elizabeth Parker (1. oktober 1910 – 23. maj 1934) og Clyde Barrow (24. marts 1909 – 23. maj 1934) var et berygtet forbryderpar, der rejste rundt i USA under depressionen. Selv i dag er de kendt for deres "et dusin-eller-deromkring" bankrøverier. Barrow foretrak at røve små butikker eller tankstationer på landet. Banden menes at have dræbt flere civile og mindst ni politifolk. De blev til sidst overmandet og dræbt af politiet i Louisiana 23. maj 1934.
Deres færden var genstand for stor offentlig opmærksomhed, allerede mens de levede, og deres omdømme blev cementeret i amerikansk folkeminde, da der i 1967 blev lavet en film om dem: Bonnie og Clyde. Arthur Penn instruerede, og Faye Dunaway og Warren Beatty spillede hovedrollerne.

## Begyndelsen

### Bonnie Parker
Bonnie Elizabeth Parker blev født i Rowena i Texas som den anden af tre børn. Hendes far, Charles Parker, var murer og døde, da Bonnie var fire. Hendes mor, Emma, flyttede med børnene til hendes forældres hjem i Cement City, en industriforstad til Dallas, hvor hun fandt arbejde som beklædningssyerske.  Parker var en af de bedste studerende på hendes high school og vandt toppriser i stavning, skrivning og offentligt tale Som voksen kom hendes forkærlighed for at skrive til udtryk i digte som The Story of Suicide Sal (Historien om Selvmord Sal) og The Trail's End (siden kendt som "Historien om Bonnie og Clyde").

### Clyde Barrow
Clyde Chestnut Barrow  blev født i Ellis County i Texas nær Telico, en by lige syd for Dallas. Han var den femte af syv børn fra en håbløst fattig landbrugsfamilie, der udvandrede til Dallas i begyndelsen af 1920'erne som en del af en bølge af fra de fattige gårde til slumkvarterer som West Dallas. Det var et sted med skure og telte, bunker af skrald og åbne kloakker, sværme af insekter og hærgende epidemier. Familien Barrows havde hverken skur eller telt: De levede de første måneder under deres vogn indtil Clydes far havde tjent penge nok til at købe et telt. Det var et stort skridt for familien .